# Peniche (freguesia)
Peniche es una freguesia portuguesa del municipio de Peniche, distrito de Leiría.

## Historia
Fue creada el 28 de enero de 2013 en aplicación de una resolución de la Asamblea de la República de Portugal promulgada el 16 de enero de 2013 con la unión de las freguesias de Ajuda, Conceição y São Pedro.
Esta freguesía abarca también el archipiélago de las Berlengas.

## Demografía
| Gráfica de evolución demográfica de Peniche entre 2011 y 2021 |
|                                                               |
| Datos según el nomenclátor publicado por el INE portugués.    |